# Montirat (Tarn)
Montirat (en francès Montirat) és un municipi francès, situat al departament del Tarn i a la regió d'Occitània. Limita amb els municipis de Mirandol-Bourgnounac, Jocavièlh, Lo Segur, Trevièn, Monestièr, Sant Cristòfol, Sent Andriu de Najac i Vòrs e Bar.

## Demografia
| 1962                                       | 1968 | 1975 | 1982 | 1990 | 1999 | 2007 |
| ------------------------------------------ | ---- | ---- | ---- | ---- | ---- | ---- |
| 461                                        | 555  | 462  | 386  | 336  | 319  | 265  |
| Des de 1962: població sense dobles comptes |      |      |      |      |      |      |

## Administració
| Període | Identitat    | Partit |
| ------- | ------------ | ------ |
| 2001-   | Francis Bosc |        |